# Wilhelm Bossi-Fedrigotti
Wilhelm von Bossi-Fedrigotti (16. října 1823 Avio – 26. dubna 1905 Sacco) byl rakouský soudce a politik německé národnosti z dnešního Jižního Tyrolska, v 2. polovině 19. století poslanec Říšské rady a zemský hejtman Tyrolska.

## Biografie
Působil jako soudce. Před odchodem do penze zastával post prezidenta krajského soudu v Roveretu.
Byl aktivní i politicky. Byl zvolen na Tyrolský zemský sněm za velkostatkářskou kurii a od roku 1877 působil jako zemský hejtman (předseda sněmu a zemské samosprávy) Tyrolska. Pak ho nahradil hejtman za konzervativce.
Zasedal i jako poslanec Říšské rady (celostátního parlamentu Předlitavska), kam nastoupil v doplňovacích volbách roku 1881 za kurii velkostatkářskou v Tyrolsku, II. voličský sbor. Slib složil 23. listopadu 1881. Ve volebním období 1879–1885 se uvádí jako Dr. baron Wilhelm Bossi-Fedrigotti, c. k. dvorní rada a prezident krajského soudu na penzi, bytem Sacco.
Patřil mezi ústavověrné poslance. Hned v listopadu 1881 usedl do nově vzniklého poslaneckého klubu Sjednocené levice, do kterého se spojilo několik ústavověrných politických proudů.
Byl dvakrát ženatý. Z prvního manželství měl syna a dvě dcery. Zemřel v dubnu 1905.